# GTF2E2
GTF2E2‏ (General transcription factor IIE subunit 2) هوَ بروتين يُشَفر بواسطة جين GTF2E2 في الإنسان.